# Bogdan Miedziński
Bogdan Miedziński (ur. 21 września 1942 w Polskich Olędrach) – polski inżynier elektryk.

## Życiorys
Urodził się w rodzinie inteligenckiej. Liceum Ogólnokształcące w Koźminie Wielkopolskim ukończył w 1960 r., a studia na Wydziale Elektrycznym Politechniki Wrocławskiej w 1967 i w tym samym roku rozpoczął pracę na Politechnice Wrocławskiej, którą kontynuował do 2012 r.
Doktoryzował się w 1971, stopień doktora habilitowanego obronił w 1988, a tytuł profesora otrzymał w 1997 r. Na Politechnice Wrocławskiej pełnił funkcje prodziekana Wydziału Elektrycznego (1987-1990), zastępcy dyrektora Instytutu Energoelektryki (1991-1993) i kierownika Zakładu Elektroenergetycznej Automatyki Zabezpieczeniowej (1999-2012). Ponadto wykładał na Texas Tech University w Lubbock (1978-1990) oraz Technische Universität w Karl-Marx Stadt (1982).
Członek Stowarzyszenia Elektryków Polskich (od 1965) oraz przewodniczący jego Sekcji Elektrotechniki i Automatyki Górniczej przy wrocławskim oddziale (od 1998), grupy doradców prezesa Wyższego Urzędu Górniczego w Katowicach (1996-2002), Członek Rady Naukowej Instytutu Technik Innowacyjnych w Katowicach (od 1999) i jej przewodniczący (od 2003 r.), Członek Rady Naukowej Instytutu Tele- i Radiotechnicznego w Warszawie (od 2003) i jej przewodniczący (od 2008 r.) oraz International Advisory Group of Electric Contact Phenomena (od 2008).
W pracy naukowej prowadzi badania w zakresie elektroenergetyki, elektroenergetycznej automatyki zabezpieczeniowej, elektrotechniki i automatyki górniczej, sieci sensorycznych, techniki światłowodowej. Promotor 15 doktorów. Autor ponad 300 publikacji, 6 książek i monografii i ok. 30 patentów krajowych.

## Odznaczenia i wyróżnienia
- Krzyż Kawalerski Orderu Odrodzenia Polski[1]
- Złoty Krzyż Zasługi (1989)[1]
- Nagroda Ministra Nauki i Szkolnictwa Wyższego (trzykrotnie)[1]
- Nagroda Ministra Obrony Narodowej[1]
- Złota Odznaka Honorowa Stowarzyszenia Elektryków Polskich (2008)[1]
- Srebrna Odznaka Honorowa Naczelnej Organizacji Technicznej (2006)[1]
- Złota Odznaka Honorowa Naczelnej Organizacji Technicznej (2011)[1]
- Złota Odznaka Politechniki Wrocławskiej (1984)[1]